# Theodor-Förster-Gedächtnisvorlesung
Die Theodor-Förster-Gedächtnisvorlesung ist eine von der Fachgruppe Photochemie der Gesellschaft Deutscher Chemiker gemeinsam mit der Deutschen Bunsen-Gesellschaft für Physikalische Chemie vergebene Auszeichnung „für hervorragende Arbeiten auf dem Gebiet der Photochemie“. Der Preis wird alle zwei Jahre ausgeschrieben und erinnert an den Physikochemiker Theodor Förster (1910–1974).

## Preisträger
- 1975: George Porter, London
- 1987: Albert Weller, Göttingen
- 1989: Zbigniew R. Grabowski, Warschau
- 1991: Fritz P. Schäfer, Göttingen
- 1993: Jan W. Verhoeven, Amsterdam
- 1995: Waldemar Adam, Würzburg
- 1997: Dietmar Möbius, Göttingen
- 1999: Frans De Schryver, Universität Leuven
- 2001: Kurt Schaffner, Max-Planck-Institut, Mülheim
- 2003: Jakob Wirz, Universität Basel
- 2005: Nicholas J. Turro, Columbia University, New York
- 2007: Gion Calzaferri, Universität Bern
- 2008: Masahiro Irie, University, Tokyo
- 2010: Miguel A. Miranda, Universidad Politecnica Valencia
- 2012: Tito Scaiano, University of Ottawa
- 2014: Ben L. Feringa, Universität Groningen
- 2016: Douglas C. Neckers, Perrysburg, Ohio
- 2018: Michael Grätzel, EPF Lausanne
- 2022: Thorsten Bach, Technische Universität München
- 2024: Katja Heinze, Johannes Gutenberg-Universität Mainz